# Велес (крестьянско-фермерское хозяйство)
Крестьянско-фермерское хозяйство «Велес» — образующее предприятие деревни Верховье Онежского района Архангельской области, занимающееся производством молока и мясных продуктов, а также социальными проектами. На предприятии работает большая часть жителей деревни.

## История
В 1991 году Ольга Зайцева, педагог по образованию, создала в умирающей деревне первое фермерское хозяйство.
Чтобы приобрести первый трактор, она «дошла» в Москве до премьер-министра России Ивана Силаева.
В 1993 году в России был издан президентский указ «О некоторых мерах по поддержке крестьянских (фермерских) хозяйств и сельскохозяйственных кооперативов», тогда Зайцева зарегистрировала ферму как КВХ «Велес» и получила определённые налоговые льготы.
Специфические условия жизни в маленькой деревне привели к тому, что бизнес «Велеса» очень скоро стал социальным.

«Моя задача — не дать умереть нашим северным небольшим деревням. У меня в одной деревне 16 человек осталось. Молодые с маленькими детьми — куда они пойдут? Армию безработных пополнять? Нельзя их бросить. К тому же моё хозяйство — селообразующее. И хотя оно частное, мы строим дороги, мосты, клуб. Свадьбы и похороны обеспечиваем транспортом бесплатно. У нас есть точка общепита — круглосуточная, убыточная. Но закрыть мы её не можем, потому что она расположена
у станции железной дороги. Там люди ждут автобуса, иногда с детьми, так хотя бы погреются, чаю выпьют».
— руководитель КФХ «Велес» Ольга Зайцева

Много лет предприятие выдерживало конкуренцию с более крупными хозяйствами. Но к середине 2000-х возникла необходимость перейти на стандарты Таможенного союза и ВТО, запрещающие поставлять по госзаказу сырое молоко. Без этого молочная продукция хозяйства не могла поставляться в детские сады и больницы.

В 2008 году фонд «Наше будущее» выделил «Велесу» деньги на закупку оборудования для модернизации производства молока.
На предприятии появился молочный завод контейнерного типа. Молоко и молочные продукты в индивидуальной асептичной упаковке помогли увеличить число потребителей натуральных экологически чистых продуктов, производимых компанией.

В 2010 году на ферме возник пожар, от огня пострадала часть здания. Из 62 коров и 36 телят удалось спасти 28 животных. Ущерб от пожара составил 14,3 миллионов рублей. Пострадавшее хозяйство получило 4,5 млн рублей из резервного фонда губернатора региона.

## Социальные эффекты
Благодаря ферме, созданной Ольгой Зайцевой, в деревне вновь заработала школа (до этого ближайшая школа находилась в двадцати километрах), появился фельдшерский пункт (ранее был в девяти километрах от деревни) и даже музей русского быта. Сегодня экспозиция «Мардинская старина — Онежский район» включает в себя более 3000 экспонатов. Деревня стала привлекать туристов.
Деятельность хозяйства способствует укреплению продовольственной безопасности региона и локальному снижению стоимости мясомолочных продуктов. Фермерское хозяйство играет важную роль в социализации сельчан (в том числе — людей, освободившихся из мест лишения свободы).

## Награды
В 2003 году руководитель хозяйства Ольга Зайцева стала «Лучшим предпринимателем Архангельской области» и победителем Всероссийского конкурса «Женщина-директор года-2004».
В 2013 году она стала одним из победителей Всероссийского конкурса проектов «Социальный предприниматель-2013»